# Reinach (Aargau)

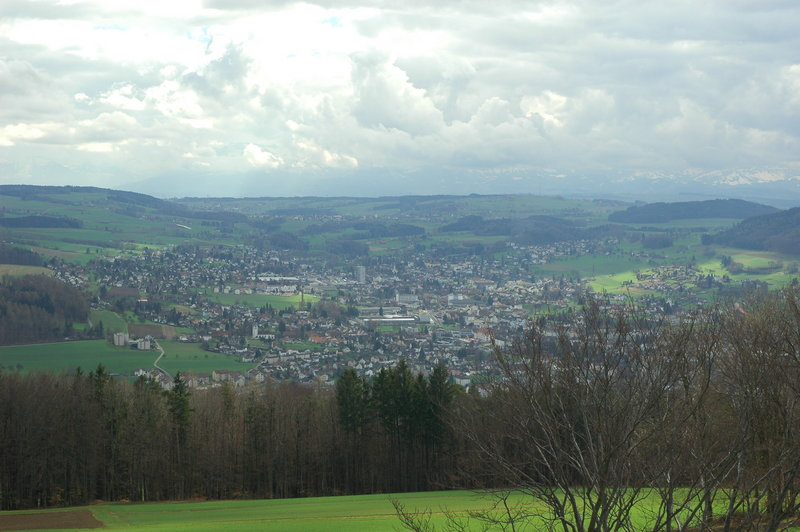
Zicht op Reinach

Reinach is een gemeente en plaats in het Zwitserse kanton Aargau en maakt deel uit van het district Kulm.
Reinach telt 8.070 inwoners.

## Geboren
- Herbert Müller (1940-1981), autocoureur